# Cinnamomum aubletii
Cinnamomum aubletii är en lagerväxtart som beskrevs av Lukmanoff. Cinnamomum aubletii ingår i släktet Cinnamomum och familjen lagerväxter. Inga underarter finns listade i Catalogue of Life.